# Ганзличкова, Адела
Адела Ганзличкова (чеш. Adéla Hanzlíčková, род. 1 сентября 1994) — чешская спортсменка, борец вольного стиля, бронзовый призёр чемпионата мира 2024 года, серебряный призёр чемпионата Европы 2019 года, трёхкратный бронзовый призёр чемпионатов Европы. Участница летних Олимпийских игр 2016 года. Участница I и II Европейский игр. 

## Биография
Борьбой занимается с детства с 2005 года. На международных спортивных соревнованиях по борьбе выступает с 2009 года. Призёр чемпионатов Европы среди юниоров и спортсменов не старше 23-х лет.
В 2015 году приняла участие в соревнованиях по борьбе на I Европейских играх, которые состоялись в городе Баку. В весовой категории до 63 килограмм, она заняла итоговое седьмое место.
Принимала участие в летних Олимпийских играх в Рио-де-Жанейро. В весовой категории до 63 кг заняла итоговое восемнадцатое место, уступив в первом же раунде шведской спортсменке Хенне Юханссон. 
В апреле 2019 года на чемпионате континента в румынской столице, в весовой категории до 68 кг Адела в схватке за золотую медаль уступила спортсменке из Украины Алле Черкасовой и завоевала серебряную медаль взрослого чемпионата Европы, первую для себя в карьере.
В июне 2019 года приняла участие во II Европейских играх, которые проходили в Минске. В весовой категории до 68 кг заняла итоговое одиннадцатое место. 
На чемпионате Европы 2021 года, который проходил в апреле в Варшаве, в весовой категории до 68 кг, чешская спортсменка завоевала бронзовую медаль.
В апреле 2025 года на чемпионате Европы в Братиславе в весовой категории до 68 кг завоевала бронзовую медаль. В схватке за третье место одолела соперницу из Германии Софию Шефле.